# Hildegard Tucholski
Hildegard Tucholski (geborene Schwarz; * 27. November 1902 in Berlin; † Juni 1974 in Witzenhausen) war eine deutsche Malerin.

## Leben
Tucholski wurde als Tochter eines Siemens-Ingenieurs geboren. Gegen den Widerstand ihres Vaters besuchte sie von 1921 bis 1927 den Unterricht am staatlichen Kunstgewerbemuseum Berlin. Ihr Studium finanzierte sie durch kleine Aufträge und Restaurierungsarbeiten auf der Burg Lauenstein. Inspiration erhielt sie beim Maler Joachim Ringelnatz. 1923 wurde sie Meisterschülerin bei Emil Orlik. Sie wurde Mitglied im Verein der Berliner Künstlerinnen und machte Bekanntschaft mit Gerda Rotermund und Käthe Kollwitz. 1935 heiratete sie den Gitarristen Gerhard Tucholski (Bruder von Herbert Tucholski). Sie gestaltete Kino- und Theaterplakate sowie Illustrationen in Bilderbüchern. 1948 fanden sich ihre Bilder auf Ausstellungen neben Karl Hofer, Oskar Nerlinger und Renée Sintenis. 1972 zog sie nach Witzenhausen, wo sie zwei Jahre später verstarb.
Hildegard Tucholski malte zunächst Berliner Ansichten im spätimpressionistischen Stil. In den 1940ern wandte sie sich dem naiven Realismus zu, kehrte aber nach 1945 zum Vorkriegsstil zurück.